# Germanii din Ungaria
Germanii din Ungaria (în germană Ungarndeutsche, în maghiară Magyarországi németek) constituie al doilea grup etnic minoritar (după romi) din Ungaria. La recensământul din 2011 131.951 de persoane s-au declarat de etnie germană, adică 1,33% din totalul populației. Germanii din Ungaria au jucat un rol important în dezvoltarea economică, politică și culturală a Ungariei.

## Istorie
Întrepătruderea germano-maghiară datează de la întemeierea Regatului Ungariei în secolul al XI-lea, când regele Ștefan I al Ungariei s-a căsătorit cu Ghizela de Bavaria și a adoptat organizarea administrativă carolingiană, cu comitate și orașe, respectiv dieceze. Concomitent au fost colonizați germani în cetatea Buda și în celelalte așezări cu statut urban (Cluj, Alba Regală, Alba Iulia, Veszprém, Pécs etc). Până în a doua jumătate a secolului al XIX-lea marea majoritate a orășenimii din Regatul Ungariei era de etnie germană.
În anul 1224 regele Andrei al II-lea a emis Diploma de Aur, prin care a acordat sașilor drepturi și privilegii în sudul și estul Transilvaniei, ceea ce a făcut ca pe lângă orășeni, meșteșugari și funcționari, să se așeze în Transilvania și numeroși agricultori și viticultori germani. Sibiul a devenit centrul economic și cultural al sașilor transilvăneni. După marea invazie tătară din 1241 zona Zips a fost repopulată cu germani. Centrul regiunii a devenit orașul Poprad.

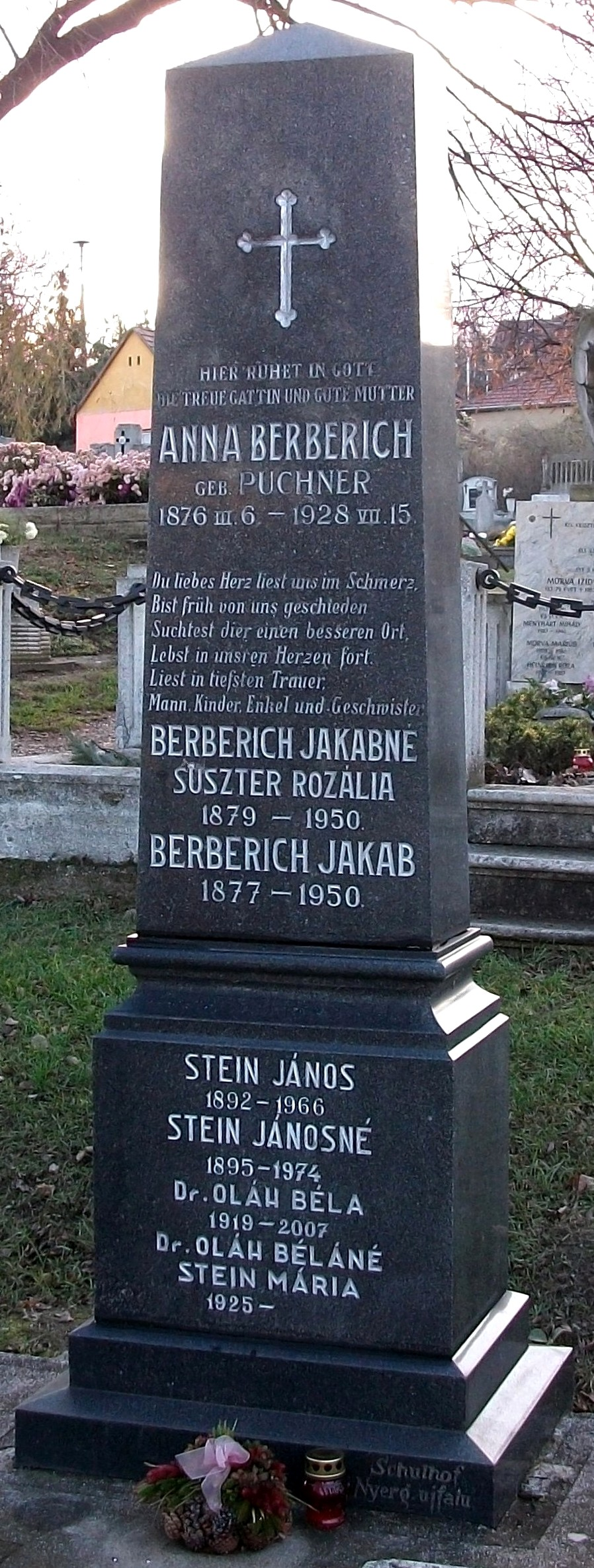
Monument funerar german

Al treilea val de colonizări cu populație de limbă germană a avut loc după învingerea Imperiului Otoman la sfârșitul secolului al XVIII-lea. După depresurizarea Vienei de sub asediul otoman din 1683, au fost eliberate teritoriile din vestul Ungariei, care au fost populate cu șvabi dunăreni (regiunea Sopron). Între 1711 și 1780 coloniștii germani au imigrat în regiunile din sudul Ungariei, în mare parte în comitatele Banat, Bács-Bodrog, Baranya și Tolna, care rămăseseră subdezvoltate și depopulate în urma administrației otomane. Principalul oraș al șvabilor bănățeni a fost Timișoara.
La sfârșitul secolului al XVIII-lea în Regatul Ungariei trăiau peste un milion de locuitori vorbitori de limbă germană (șvabi dunăreni, șvabi bănățeni, șvabi sătmăreni, sași transilvăneni, sași din Zips etc.).

## Personalități
- Ferenc Mádl (1931-2011), al doilea președinte al Ungariei de după căderea comunismului, a fost etnic german.
- Emmerich Ritter (n. 1952), matematician, auditor, consultant fiscal, politician și deputat pentru Autoguvernarea Națională a Germanilor din Ungaria